# Die Farm in den grünen Bergen

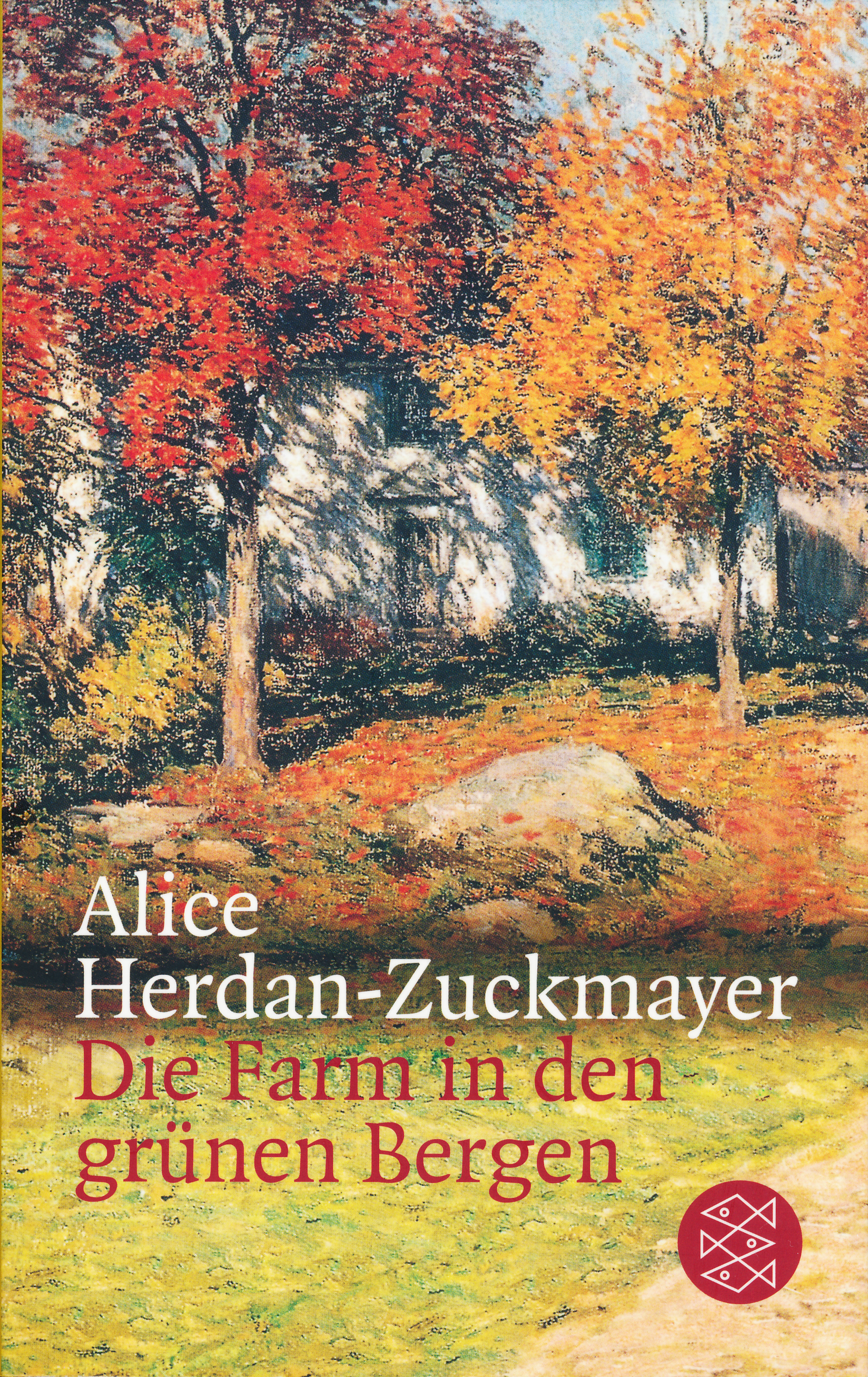
Fischer Taschenbuch 2012, 46. Auflage

Die Farm in den grünen Bergen ist ein autobiografischer Bericht von Alice Herdan-Zuckmayer über ihre Emigration 1939 in die USA, gemeinsam mit Ehemann Carl Zuckmayer. Es ist das erste Buch der Autorin und erschien zuerst 1949 im Hamburger J. P. Toth Verlag. 1968 folgte eine erweiterte Ausgabe bei G.B. Fischer.

## Inhalt
Den Erinnerungen ist das dreistrophige Gedicht Die Farm in den grünen Bergen von Carl Zuckmayer vorangestellt, danach folgen 19 Kapitel, in denen die Emigration in die Vereinigten Staaten, die Lebensumstände dort und schließlich die Übersiedelung in die Schweiz beschrieben werden. Der Hauptschwerpunkt des Berichts ist das Leben und Wirtschaften auf der abgelegenen Backwoodsfarm in Barnard, Vermont. In drei Kapiteln gegen Ende, die mit Der Weg zur Bibliothek, Die Bibliothek und Vox clamantis in deserto betitelt sind, berichtet die Autorin außerdem genauer über die Dartmouth College Library im Nachbarbundesstaat New Hampshire, die sie öfter besuchte und wo sie zeitweise ein eigenes Studierzimmer hatte. Während des Krieges war das Farmleben noch wirtschaftlich notwendig gewesen, nach einem mehrjährigen Europaaufenthalt wurde die Farm nur noch während der Sommermonate genutzt, bis Saas-Fee in der Schweiz neuer Wohnsitz wurde.

## Hintergrund
Herdan-Zuckmayer schreibt, dass das Buch auf eine Reihe von Briefen zurückgeht, die sie ab Kriegsende den Eltern ihres Mannes geschrieben hatte, da sie in der ersten Nachkriegszeit als Zivilperson nicht ins besetzte Deutschland reisen konnte. Nicht nur der Personenverkehr, sondern auch der Postverkehr war eingeschränkt: Nach der Autobiografie Carl Zuckmayers gelangten seine zivilen Postsendungen noch im Sommer 1946 nur unter Umgehung der offiziellen Vorschriften über Mittelsmänner zu ihren Adressaten.
Der Anstoß, die Briefe für ein Buch zu verwenden, stammt von Erich Kästner, der einige davon bei einem Besuch bei den Eltern Carl Zuckmayers gelesen und danach im Feuilleton der Münchner Neuen Zeitung veröffentlichte. Dieses Buch erschien in der ersten Fassung 1949 bei J. P. Toth in Hamburg und 1968 in einer erweiterten und mit Fotografien versehenen neuen Ausgabe bei G. B. Fischer.

## Ausgaben
- Alice Herdan-Zuckmayer: Die Farm in den grünen Bergen, Todt, Hamburg, 1949
- Alice Herdan-Zuckmayer: Die Farm in den grünen Bergen, G. B. Fischer, Frankfurt a. M. 1968
- Alice Herdan-Zuckmayer: Die Farm in den grünen Bergen, Fischer-Taschenbuch-Verlag, 46. Auflage, Frankfurt a. M. 2012, ISBN 978-3-596-20142-6